# Caja de cambios

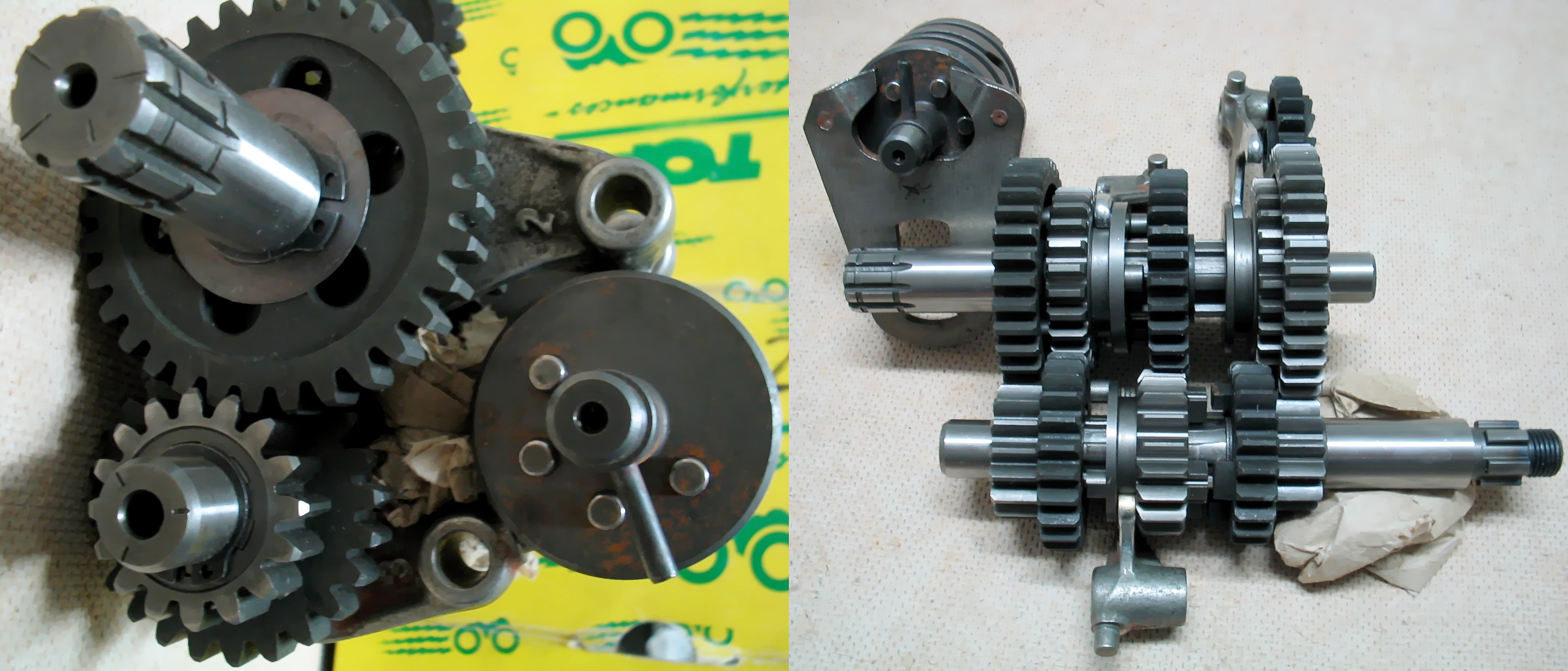
Caja de cambios de motocicleta.

En los vehículos, la caja de cambios o caja de velocidades (también llamada simplemente caja) es el elemento encargado de obtener en las ruedas el par motor, suficiente para poner en movimiento el vehículo parado, y una vez en marcha obtener un par suficiente en ellas para vencer las resistencias al avance, fundamentalmente las derivadas del perfil aerodinámico, de rozamiento con la rodadura y de pendiente en ascenso.

## Funcionamiento
El motor de combustión interna alternativo, al revés de lo que ocurre con la máquina de vapor o el motor eléctrico, necesita un régimen de giro suficiente (entre un 30% y un 40% de las rpm máximas) para proporcionar la capacidad de iniciar el movimiento del vehículo y mantenerlo luego. Aun así, hay que reducir las revoluciones del motor en una medida suficiente para tener el par suficiente; es decir si el par requerido en las ruedas es 10 veces el que proporciona el motor, hay que reducir 10 veces el régimen.
Esto se logra mediante las diferentes relaciones de transmisión obtenidas en el cambio, más la del grupo de salida en el diferencial. El sistema de transmisión proporciona las diferentes relaciones de engranes o engranajes, de tal forma que la misma velocidad de giro del cigüeñal puede convertirse en distintas velocidades de giro en las ruedas. El resultado en las ruedas de tracción es la disminución de velocidad de giro con respecto al motor, y el aumento en la misma medida del par motor. Esto se entenderá mejor con la expresión de la potencia P en un eje motor:
{{\displaystyle P=M\,\omega \,\!}}}
donde:
- {\displaystyle P\,\!} es la potencia (en W)
- {\displaystyle M\,\!} es el par motor (en N·m)
- {\displaystyle \omega \,\!} es la velocidad angular (en rad/s)

En función de esto, si la velocidad de giro (velocidad angular) transmitida a las ruedas es menor, el par motor aumenta, suponiendo que el motor entrega una potencia constante.
La caja de cambios tiene pues la misión de reducir o aumentar el número de revoluciones del motor, según el par necesario en cada instante. 
Además de invertir el sentido de giro en las ruedas, cuando las necesidades de la marcha así lo requieren. Va acoplada al volante de inercia del motor, del cual recibe movimiento a través del embrague, en transmisiones manuales; o a través del convertidor de par, en transmisiones automáticas. Acoplado a ella va el resto del sistema de transmisión.
Existe además otra razón para su uso. Debido a las características de construcción del motor de combustión interna, las curvas de par, potencia y rendimiento (razón entre potencia obtenida en la combustión y potencia útil entregada a la salida), tienen esta forma:

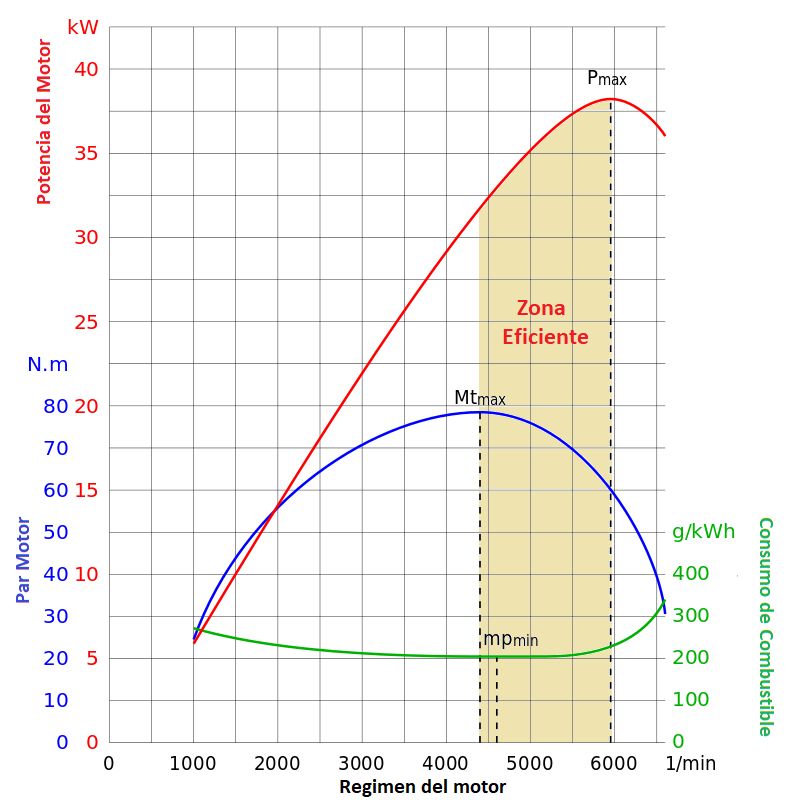
Esquema de curva par-velocidad de un motor de combustión.

Obsérvese que hay una zona en la cual el motor está entregando una potencia elevada, con un alto par y un rendimiento también elevado. Es deseable que el motor
siempre estuviera funcionando en estas condiciones, sin embargo, cuando la velocidad del motor sobrepasa esta zona, se pierde par, además de que el rendimiento
desciende rápidamente. Puede ser, que incluso si no se cambia de marcha, el motor no suministre suficiente par como para continuar acelerando el vehículo, 
además de todos los inconvenientes que supone tener elementos girando a velocidades tan altas como 7000-8000 rpm (para un motor corriente, esto supone
alto desgaste , además de ruidos e incrementos demasiado elevados de temperatura, y a largo plazo puede originar el fallo de alguna pieza).
Debido a esto, es necesario reducir la velocidad del motor al sobrepasar esta zona (o bien aumentarla si lo que se hace es frenar el vehículo). Como no interesa alterar la velocidad del vehículo según las necesidades del motor, sino al contrario, se instala una caja de cambios que permite modificar la relación existente entre la velocidad
angular de giro de las ruedas del vehículo y el giro del cigüeñal (rpm que indica el tacómetro del vehículo).
A través de las relaciones cinemáticas de engranajes, se demuestra que esta relación es de tipo lineal.  

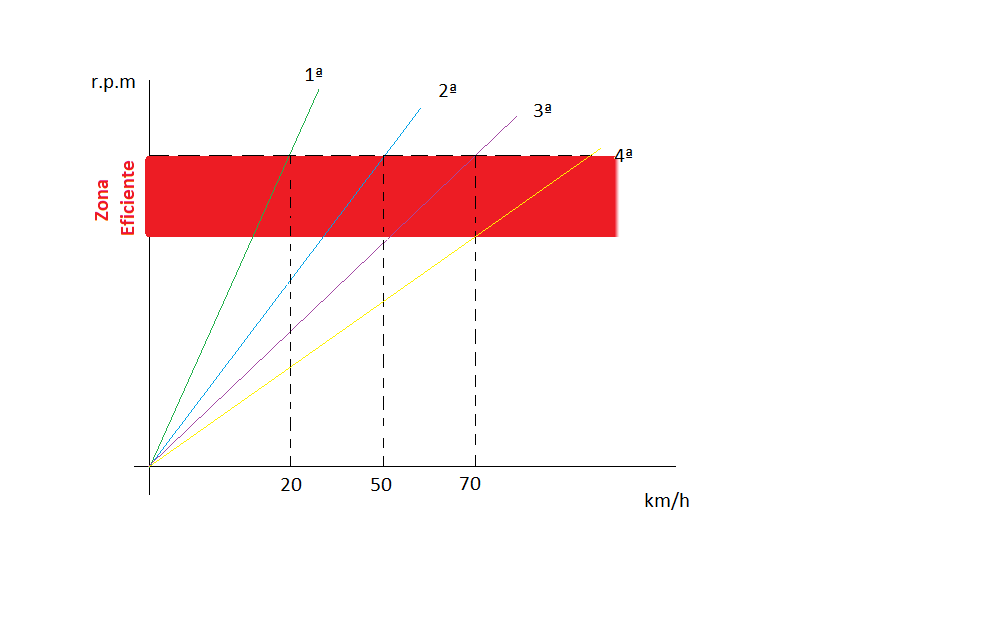
Velocidades

Supongamos que se tiene una caja de cambios de 4 velocidades que presenta una relación entre velocidad del vehículo y en el motor que obedece a la gráfica inferior.
Obsérvese la zona de máxima eficiencia en color rojo. Cuando el vehículo llega a 20 km/h empieza el motor a funcionar fuera de dicha zona, lo que implica pasar
a la 2ª velocidad. Al cambiar a dicha marcha, el motor ya funciona en un régimen inferior a dicha zona, pero al acelerar se alcanzará. Al llegar a 50 km/h se repetiría la acción con la 3ª marcha, etc.

## Constitución de la caja de cambios

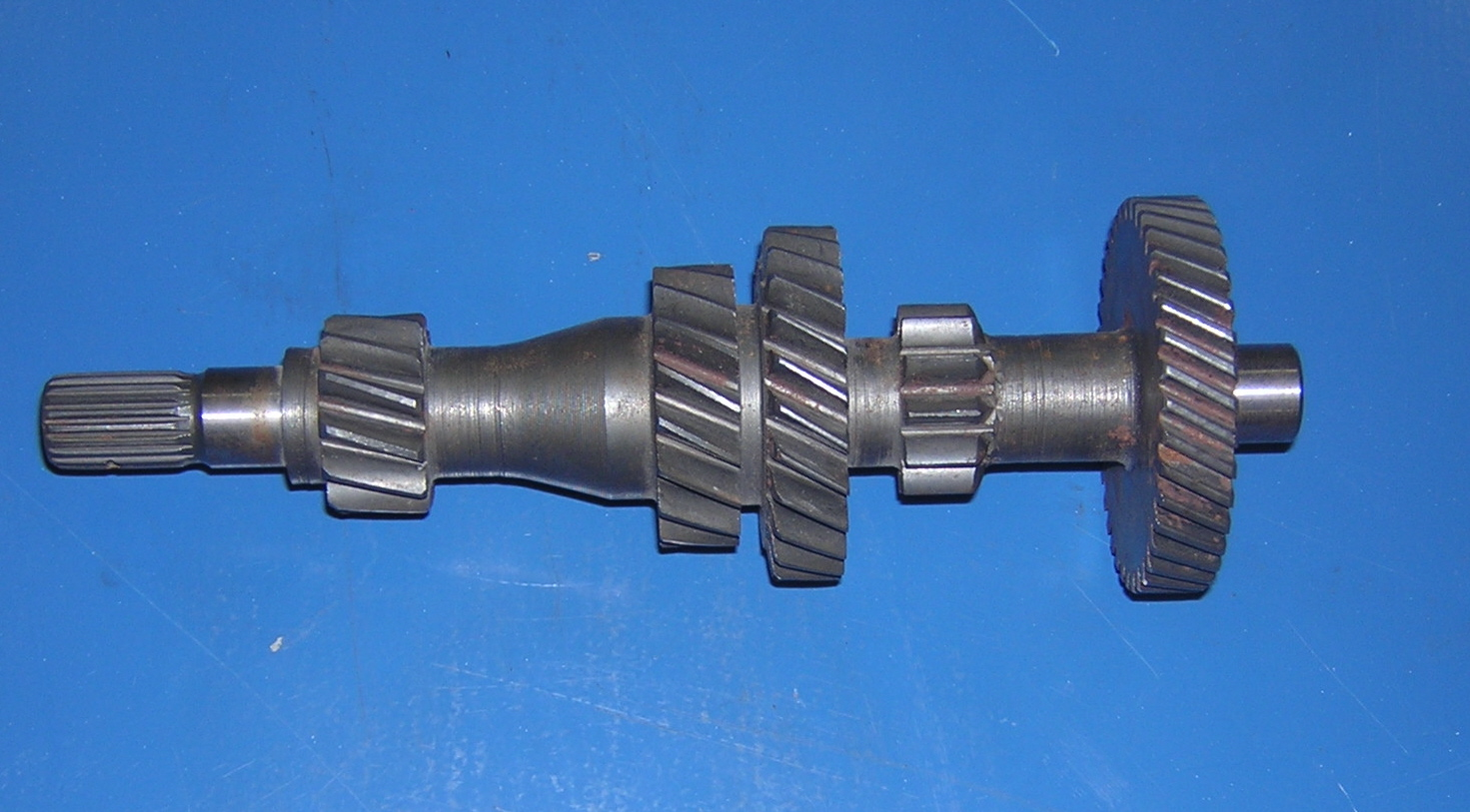
Eje intermediario de una caja de cambios manual. De izquierda a derecha consta de las siguientes partes: nervado para la corona de engrane con el primario, apoyo de rodamiento, piñones de engrane, apoyo de rodamiento. El dentado recto corresponde a la marcha atrás.

La caja de cambios está constituida por una serie de ruedas dentadas dispuestas en tres árboles.
- Árbol primario. Recibe el movimiento a la misma velocidad de giro que el motor. Habitualmente lleva un único piñón conductor en las cajas longitudinales para tracción trasera o delantera. En las transversales lleva varios piñones conductores. Gira en el mismo sentido que el motor.
- Árbol intermedio o intermediario. Es el árbol opuesto o contraeje. Consta de un piñón corona conducido que engrana con el árbol primario, y de varios piñones (habitualmente tallados en el mismo árbol) y que son solidarios al eje que pueden engranar con el árbol secundario en función de la marcha seleccionada.Gira en el sentido opuesto al motor.

En las cajas transversales este eje no existe.
- Árbol secundario. Consta de varios engranajes conducidos que están montados sueltos en el árbol, pero que se pueden hacer solidarios con el mismo mediante un sistema de desplazables. Gira en el mismo sentido que el motor(cambios longitudinales), y en sentido inverso en las cajas transversales. En otros tipos de cambio, especialmente motocicletas y automóviles y camiones antiguos, los piñones se desplazan enteros sobre el eje.

La posición axial de cada rueda es controlada por unas horquillas accionadas desde la palanca de cambios y determina qué pareja de piñones engranan entre el secundario y el intermediario. , o entre primario y secundario según sea cambio longitudinal o transversal. Cuando se utilizan sincronizadores, el acoplamiento tangencial puede liberarse en función de la posición axial de estos y las ruedas dentadas no tienen libertad de movimiento axial. Esto es lo que ocurre en las cajas manuales actuales. Las ruedas dentadas están fijas en el eje y montadas sobre un cojinete, de manera que pueden moverse a distinta velocidad que él. Estas ruedas están engranadas permanentemente con las del eje intermedio, y cuando se cambia de marcha uno de los desplazables hace solidario el movimiento de la rueda con el del eje, produciéndose lo que se denomina sincronización. Por esta razón, el eje secundario lleva un estriado entre cada pareja de ruedas. 
En las cajas transversales, la reducción o desmultiplicación final eje secundario/corona del diferencial invierte de nuevo el giro, con lo que la corona gira en el mismo sentido que el motor.
- Eje de marcha atrás. Lleva un piñón que se interpone entre los árboles intermediario y secundario (longitudinal) o primario y secundario (transversal) para invertir el sentido de giro habitual del árbol secundario. En el engranaje de marcha atrás, normalmente se utiliza un dentado recto, en lugar de un dentado helicoidal, más sencillo de fabricar. Asimismo, cuando el piñón se interpone, cierra dos contactos eléctricos de un conmutador que permite lucir la luz o luces de marcha atrás, y al soltarlo, vuelve a abrir dichos contactos.

Todos los árboles se apoyan, por medio de cojinetes, axiales, en la carcasa de la caja de cambios, que suele ser de fundición gris,(ya en desuso)  aluminio o magnesio y sirve de alojamiento a los engranajes, dispositivos de accionamiento y en algunos casos el diferencial, así como de recipiente para el aceite de engrase.
En varios vehículos como algunos camiones, vehículos agrícolas o automóviles todoterreno, se dispone de dos cajas de cambios acopladas en serie, mayoritariamente mediante un embrague intermedio. En la primera caja de cambios se disponen pocas relaciones de cambio hacia delante, normalmente 2, (directa y reductora); y una marcha hacia atrás, utilizando el eje de marcha atrás para invertir el sentido de rotación.
La lubricación puede realizarse mediante uno de los siguientes sistemas:
- Por barboteo.
- Mixto.
- A presión.
- A presión total.
- Por cárter seco.

## Clasificación de las cajas de cambio
Existen varios tipos de cajas de cambios y diversas maneras de clasificarlas. Hasta el momento en que no se habían desarrollado sistemas de control electrónico, la distinción era mucho más sencilla e intuitiva ya que describía su construcción y funcionamiento. En tanto que se han desarrollado sistemas de control electrónico para cajas se da la paradoja que existen cajas manuales con posibilidad de accionamiento automatizado (por ejemplo Alfa Romeo) y cajas automáticas con posibilidad de intervención manual. La clasificación en función de su accionamiento es una de las clasificaciones aceptadas por mayor número de autores:

### Manuales, mecánicas
Tradicionalmente se denominan cajas manuales a aquellas que se componen de elementos estructurales (y funcionales), rodamientos, etc. de tipo mecánico. En este tipo de cajas de cambio, la selección de las diferentes velocidades se realiza mediante mando mecánico, aunque este puede estar automatizado.
Los elementos sometidos a rozamiento ejes, engranajes, sincronizadores, o selectores están lubricados mediante baño de aceite (específico para engranajes) en el cárter aislados del exterior mediante juntas que garantizan la estanqueidad.
Los acoplamientos en el interior se realizan mediante mecanismos compuestos de balancines y ejes guiados por cojinetes. El accionamiento de los mecanismos internos desde el exterior de la caja -y que debería accionar un eventual conductor- se realizan mediante cables flexibles no alargables o varillas rígidas.
Las distintas velocidades de que consta la caja están sincronizadas. Esto quiere decir que disponen de mecanismos de sincronización que permiten igualar las velocidades de los distintos ejes de que consta la caja durante el cambio de una a otra.
La conexión cinemática entre el motor y la caja de cambios se realiza mediante el embrague.
Dentro de este grupo se encuentra la caja de cambios manual automatizada de doble embrague DSG -en alemán Direkt Schaltgetriebe- del Grupo Volkswagen y la caja de cambios automática de doble embrague en seco DDCT -en inglés Dual Dry Clutch Transmision- de Fiat Group Automobiles, las cuales permiten el funcionamiento en modo manual o automático, además de obtener una velocidad de transmisión entre marchas muy superior al contar con la presencia de dos embragues, uno encargado de las marchas pares y el otro de las impares (y marcha atrás).

### Automáticas o hidromáticas
La caja automática es un sistema que, de manera autónoma, determina la mejor relación entre los diferentes elementos, como la potencia del motor, la velocidad del vehículo, la presión sobre el acelerador y la resistencia a la marcha, entre otros. Se trata de un dispositivo electro hidráulico que determina los cambios de velocidad; en el caso de las cajas de última generación, el control lo realiza un calculador electrónico.
Mientras que la caja de cambios manual se compone de pares de engranajes cilíndricos, la caja automática funciona con trenes epicicloidales en serie o paralelo que conforman las distintas relaciones de transmisión, y la caja es la que hace los cambios.

### Comparación entre sistemas
| Tipo                     | Ventajas | Desventajas |  |
| ------------------------ | --- | --- |  |
| De trenes epicicloidales | - Comodidades - Alto poder de tracción - Economía de mantenimiento | - Peso elevado - Bajo rendimiento mecánico (performance) |  |
| Manual                   | - Cambios rápidos - Durabilidad mecánica (bajo estilo de conducción) - Alto rendimiento mecánico - bajo coste de reparación - suavidad de conducción (estilo de conducción relajada) | - Búsqueda en cambios rápidos - Elasticidad menor - Períodos de reparaciones, reemplazo de componentes y mantenimiento con mayor frecuencia, alta cantidad de componentes |  |
| Doble embrague           | - Cambios casi instantáneos | - Elevado peso y complejidad mecánica respecto de una caja pilotada convencional - brusquedad en la transición de las marchas                                             |  |
| Variador continuo        | - Suavidad - Infinitas relaciones de transmisión en un rango muy amplio | - Par de transmisión limitado - aceleración reducida (según reglajes del fabricante)                                                                                      |  |

## La caja de velocidades diseñada por Leonardo da Vinci
Leonardo da Vinci llegó a diseñar en sus tiempos lo que sería el precursor de las cajas de cambios de los modernos coches. Influido por la fiebre del desarrollo industrial que fomentaba Ludovico el Moro, Leonardo da Vinci diseñó un cambio de velocidad compuesto por dos piezas, una cilíndrica y otra cónica que mediante una serie de engranajes convertía el mecanismo en un cambio de velocidades.

## Carcasa
Las cajas de cambios poseen una carcasa externa (generalmente de aluminio) cuya finalidad es la protección de los mecanismos internos y una lubricación permanente, ya que ésta alberga aceite. En determinadas ocasiones se puede romper debido al impacto de un elemento externo o debido a la rotura de un engranaje. En tal caso se debe soldar nuevamente para su correcto funcionamiento.
Proceso de fabricación: 
La fabricación de la carcasa implica el moldeo por fundición
El material fundido se vierte en un molde con la forma deseada de la carcasa
Después del enfriamiento y solidificación
Se realizan operaciones de mecanizado para dar forma y pulir la carcasa
Se realizan orificios y ranuras para la instalación de los demás componentes.